# 日田バイパス
日田バイパス（ひたバイパス）は、大分県日田市を通る国道210号のバイパスである。

## 概要
日田市内の中心部の渋滞解消を目的に1977年（昭和52年）に事業化され、2005年（平成17年）12月3日に全線開通した。

### 路線データ
- 距離：5.3km
- 起点：大分県日田市大字石井
- 終点：大分県日田市大字小ヶ瀬

## 歴史
- 1977年（昭和52年）- 事業化
- 1983年（昭和58年）6月28日 - 都市計画決定
- 1993年（平成5年）12月3日 - 日田市大字高瀬 - 大字日高間が開通。
- 2005年（平成17年）12月3日 - 全線開通

## 路線状況

### 重複区間
- 国道212号（日田市高瀬・高瀬交差点 - 日田市大宮町・大宮交差点）

## 地理

### 通過する自治体
- 日田市

### 交差する道路
- 国道212号
- 大分県道・熊本県道9号日田鹿本線

### 沿線にある施設など
- サッポロビール新九州工場